# Kỳ thủ shogi chuyên nghiệp

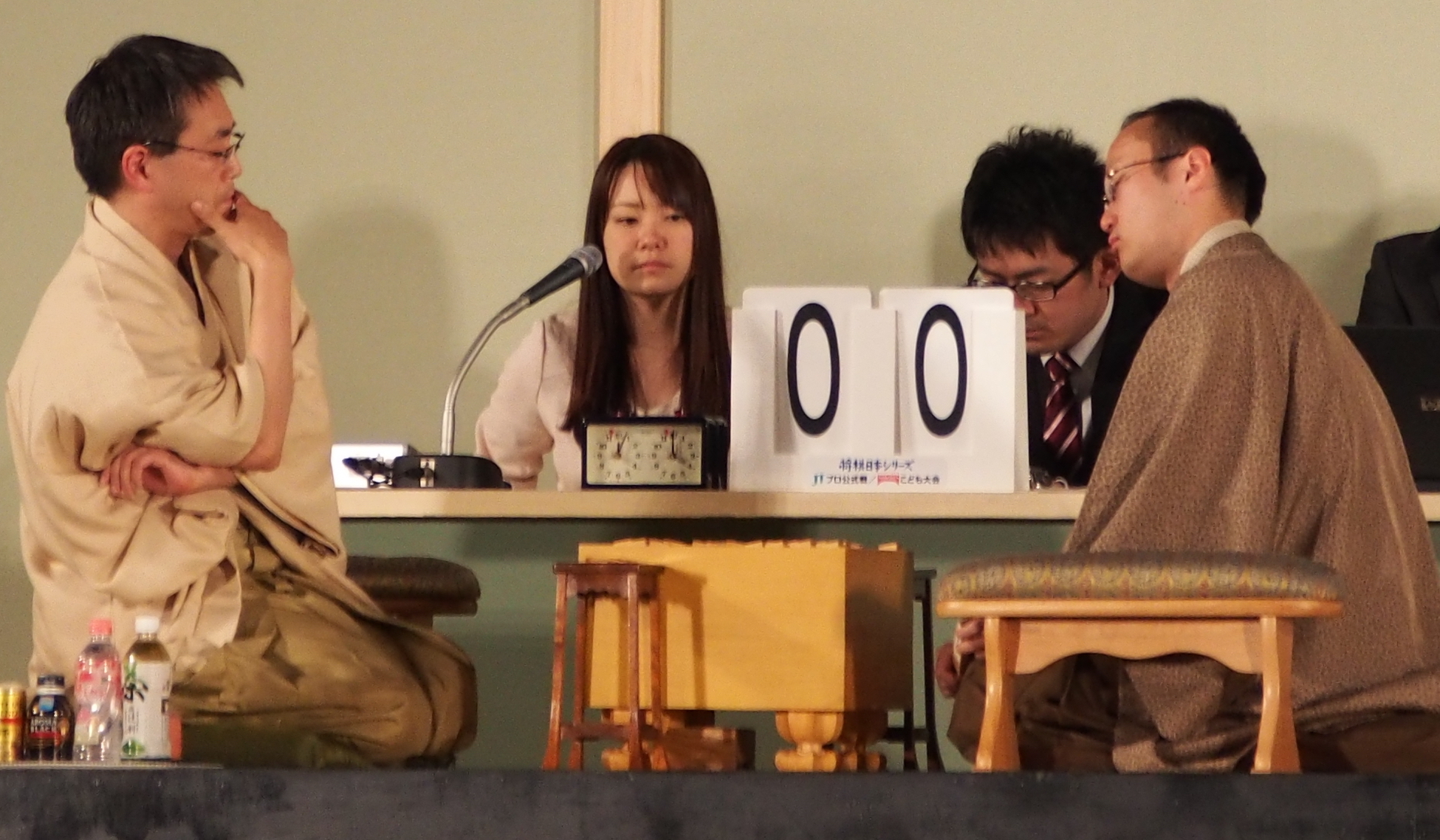
Các kỳ thủ chuyên nghiệp Habu Yoshiharu Danh Nhân (thứ nhất từ trái sang) và Watanabe Akira Nhị quán (thứ tư từ trái sang) tại trận Chung kết Giải vô địch Toàn Nhật Bản Cúp JT năm 2014. Thư ký là Fujita Aya Nữ Lưu Sơ đẳng và học viên Trường Đào tạo Kawasaki Naoto Tam đẳng

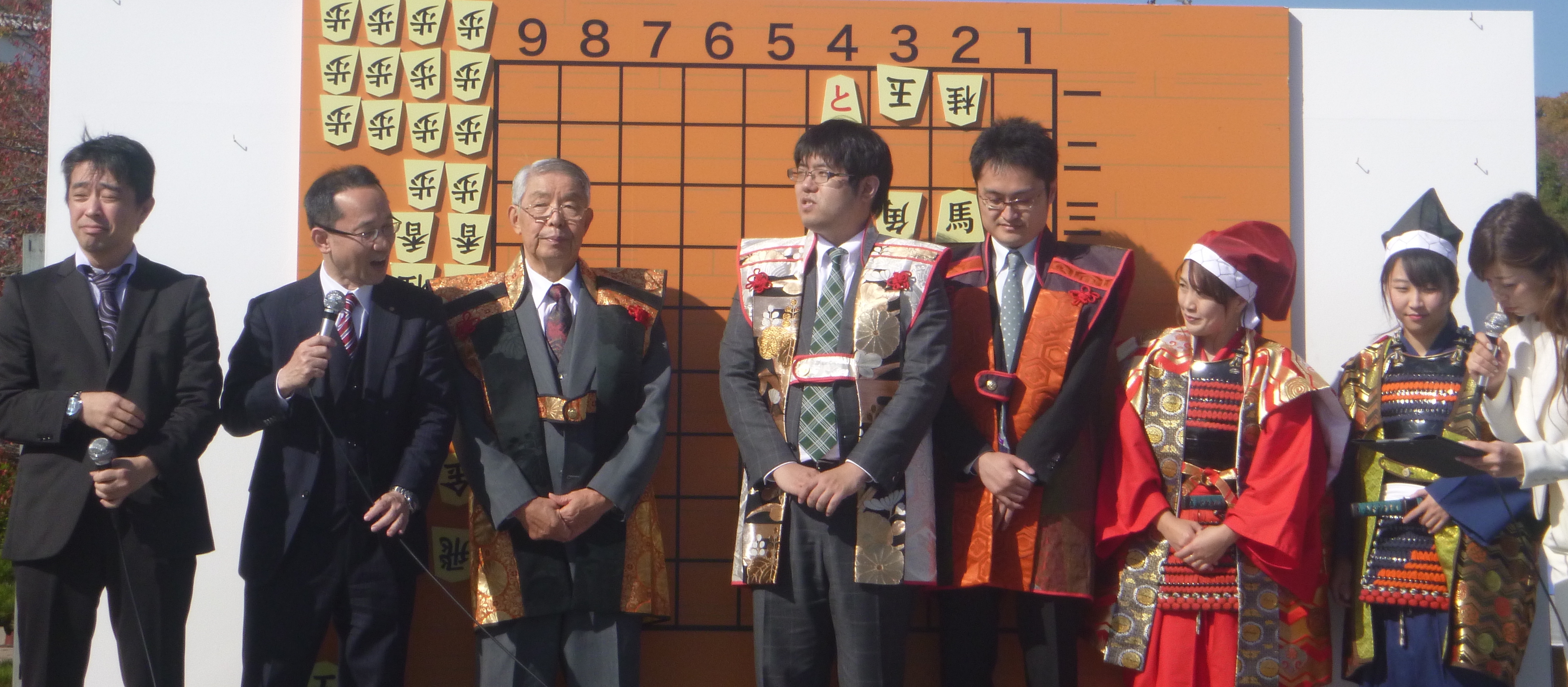
Các kỳ thủ chuyên nghiệp và Nữ Lưu kỳ sĩ tham gia trận đấu cờ người tại Himeji, Nhật Bản năm 2018. Từ trái sang phải: Kubo Toshiaki, Inoue Keita, Masazaku Wakamatsu, Itodani Tetsurō, Inaba Akira, Iwane Shinobu và Takedomi Rei

Kỳ thủ chuyên nghiệp (棋士 (kỳ sĩ) kishi) của bộ môn shogi, còn được gọi là プロ棋士 (puro kishi, "kỳ thủ chuyên nghiệp") hay 将棋指し (shōgi sashi, "người chơi shogi") là người thi đấu bộ môn shogi với tư cách là nghề nghiệp chính của họ. Hiện nay, theo nghĩa hẹp, thuật ngữ này chỉ một kỳ thủ chuyên nghiệp trực thuộc Liên đoàn Shogi Nhật Bản và tham gia vào các giải đấu chuyên nghiệp (kỳ chiến), theo nghĩa này Nữ Lưu kỳ sĩ và các giảng viên shogi chuyên nghiệp (指導棋士 (chỉ đạo kỳ sĩ) shidō kishi) không phải là kỳ thủ chuyên nghiệp.
Liên đoàn Shogi Nhật Bản thường gọi những người tham gia các giải đấu nghiệp dư là "kỳ thủ nghiệp dư" (アマチュア棋士 amachua kishi) thay vì "tuyển thủ".
Trong tiếng Nhật, kỳ thủ cờ vây chuyên nghiệp cũng được gọi là "kỳ sĩ" (棋士 (kỳ sĩ) kishi), do đó đôi khi kỳ thủ shogi chuyên nghiệp được gọi là 将棋棋士 ( (tướng kỳ kỳ sĩ) shōgi kishi) để phân biệt.

## Lịch sử

### Thành lập các giải đấu shogi trên báo và Liên đoàn Shogi Nhật Bản
Trước thời kỳ Edo, một người chơi shogi bất kể nghiệp dư hay chuyên nghiệp đều được gọi là 将棋指し (shōgi sashi). Sau đó dưới thời Mạc phủ Edo, các thành viên của ba gia tộc (iemoto) Ōhashi, chi Ōhashi và Itō được sự hậu thuẫn của chính quyền Mạc phủ để trở thành người chơi shogi kiếm được thu nhập từ việc đánh cờ (chuyên nghiệp), được gọi là tướng kỳ sư (将棋師 shōgishi). Ngoài thành viên của ba gia tộc trên, có những người cũng kiếm được thu nhập từ việc chơi shogi thông qua đánh bạc (shinken), những người này chỉ được gọi là shōgi sashi mà thôi.
Sau khi Mạc phủ Edo sụp đổ, các tướng kỳ sư mất đi sự hậu thuẫn và phải tìm kiếm tài trợ từ các thương nhân, hoặc vừa chơi cờ vừa kiếm công việc khác, hoặc trở thành shinken-shi (chơi shogi đánh bạc ăn tiền). Trong thời kỳ này, những người chơi shogi có thực lực được gọi là kỳ khách (棋客 kikaku).
Từ giữa thời kỳ Minh Trị, shogi bắt đầu xuất hiện trên báo chí, và một số người chơi cờ bắt đầu kiếm tiền thông qua hợp đồng với các tòa soạn báo (hầu hết là học trò từ các iemoto thời Edo). Họ lập ra các tổ chức hội đoàn shogi và các tờ báo chuyên môn shogi, nhưng rồi cũng nhanh chóng giải thể.
Vào ngày 8 tháng 9 năm 1924 (Đại Chính thứ 13), ba tổ chức hội đoàn shogi tại Tokyo đã hợp nhất dưới sự lãnh đạo của Thập tam thế Danh Nhân Sekine Kinjirō, thành lập nên Liên đoàn Shogi Tokyo (東京将棋連盟 (Đông Kinh tướng kỳ liên minh) Tōkyō Shōgi Renmei). Vào năm 1927 (Chiêu Hòa thứ 2), các tổ chức hội đoàn shogi ở Kansai cũng gia nhập để hợp nhất thành Liên đoàn Shogi Nhật Bản (日本将棋連盟 (Nhật Bản tướng kỳ liên minh) Nihon Shōgi Renmei). Vào năm 1936 (Chiêu Hòa thứ 11), tổ chức đổi tên thành Tướng kỳ Đại Thành hội (将棋大成会 Shōgi Taiseikai), và cuối cùng vào năm 1947 (Chiêu Hòa thứ 22), tổ chức trở thành Liên đoàn Shogi Nhật Bản (日本将棋連盟 (Nhật Bản tướng kỳ liên minh) Nihon Shōgi Renmei) như ngày nay. Sự thành lập của một tổ chức thống nhất quản lý bộ môn shogi cùng với việc xuất bản kỳ phổ các ván đấu shogi trên các báo giúp các kỳ thủ giờ đây có thể có thu nhập ổn định từ lương thi đấu và tiền thưởng.

### Khai sinh danh xưng "kỳ thủ chuyên nghiệp"
Với sự thành lập của Liên đoàn và nguồn thu nhập từ tiền thưởng các giải đấu chuyên nghiệp, thuật ngữ chuyên môn kỳ sĩ (専門棋士 senmon kishi) bắt đầu được sử dụng rộng rãi để chỉ kỳ thủ chuyên nghiệp thay cho "kỳ khách". Tại thời điểm đó, địa vị xã hội của các kỳ thủ shogi còn thấp, đặc biệt là ở vùng quê, người dân chỉ xem kỳ thủ shogi như những con bạc mà thôi. Theo Thập ngũ thế Danh Nhân Ōyama Yasuharu, vào lúc ông còn nhỏ (đầu thời Chiêu Hòa) thì kỳ thủ chuyên nghiệp đã được gọi là chuyên môn kỳ sĩ, do đó thuật ngữ này có lẽ được sáng tạo vào thời Đại Chính.
Nhiều người cho rằng trước Ōyama và các kỳ thủ thời hậu chiến, các kỳ thủ chuyên nghiệp không tự gọi mình là kỳ sĩ. Hiện nay kỳ sĩ (kỳ thủ chuyên nghiệp) là danh xưng chính thức dành cho họ, do Liên đoàn Shogi Nhật Bản quy định.
Trước năm 1934 (Chiêu Hòa thứ 9) khi Masuda Kōzō thăng lên Sơ đẳng tại Osaka, shogi quy định tương tự như cờ vây - kỳ thủ đạt Sơ đẳng (1-dan) sẽ được công nhận là chuyên môn kỳ sĩ. Trong khoảng thời gian đó, cùng với việc thành lập Trường Đào tạo Kỳ thủ (ở Tokyo vào năm 1928, ở Osaka vào năm 1935), giới shogi đặt ra quy định mới - kỳ thủ shogi chuyên nghiệp xuất phát từ Tứ đẳng (4-dan, sau khi tốt nghiệp Trường Đào tạo).

### Số hiệu kỳ thủ
Liên đoàn Shogi Nhật Bản định danh mỗi kỳ thủ chuyên nghiệp đã và đang hoạt động bằng một số hiệu kỳ thủ (xem thêm Danh sách kỳ thủ shogi chuyên nghiệp).
Liên đoàn bắt đầu đánh số kỳ thủ từ ngày 1 tháng 4 năm 1977, gán cho mỗi kỳ thủ đang hoạt động một số thứ tự (số hiệu kỳ thủ), theo thứ tự ngày lên chuyên (ngày thăng lên Tứ đẳng), bắt đầu từ Kon Yasujirō (Danh dự Cửu đẳng). Các kỳ thủ đã giải nghệ hoặc đã mất vào thời điểm đó không được đánh số thứ tự. Từ đây, mỗi kỳ thủ mới lên chuyên sẽ được gán một số hiệu kỳ thủ.
Lưu ý rằng số hiệu của các kỳ thủ rời khỏi Liên đoàn sau khi thiết lập hệ thống số hiệu kỳ thủ sẽ được để trống. Tính đến tháng 9 năm 2023, có các số hiệu 139 của Nagasaku Yoshinari và số 239 của Hashimoto Takanori là được để trống.

## Danh hiệu của kỳ thủ
- Thông thường, tất cả các kỳ thủ được gọi bằng công thức: Họ tên + Đẳng cấp. Ví dụ: Watanabe Akira Cửu đẳng
- Kỳ thủ có danh hiệu sẽ được gọi bằng công thức: Họ tên + Tên danh hiệu. Ví dụ: Nagase Takuya Vương Tọa
- Trong trường hợp kỳ thủ sở hữu nhiều danh hiệu, các danh hiệu Long Vương và Danh Nhân sẽ được ưu tiên hơn, tức là nếu kỳ thủ sở hữu một trong hai danh hiệu này thì sẽ được gọi bằng tên danh hiệu đó (Long Vương/Danh Nhân), bất kể kỳ thủ này sở hữu bao nhiêu danh hiệu khác. Ví dụ: Trong mùa giải 2021, Fujii Sōta giữ 4 danh hiệu: Long Vương, Vương Vị, Duệ Vương, Kỳ Thánh, tuy nhiên chỉ được gọi là Fujii Sōta Long Vương. Nếu kỳ thủ giữ cả hai danh hiệu Long Vương và Danh Nhân thì sẽ được gọi là Long Vương - Danh Nhân.

- Trong trường hợp kỳ thủ sở hữu nhiều danh hiệu ngoài Long Vương và Danh Nhân, kỳ thủ sẽ được gọi bằng tất cả các danh hiệu của họ theo thứ tự, theo công thức: Họ tên + Danh hiệu 1 - Danh hiệu 2 - v.v... Ví dụ: Fujii Sōta Vương Vị - Kỳ Thánh
Thứ tự của các danh hiệu còn lại như sau: Vương Vị - Duệ Vương - Vương Tọa - Kỳ Thánh - Kỳ Vương - Vương Tướng (được Liên đoàn quy định từ tháng 4 năm 2025).
  - Trong văn cảnh một trận tranh danh hiệu, bất kể bao nhiêu danh hiệu kỳ thủ đang giữ, kỳ thủ sẽ được gọi bằng danh hiệu kỳ thủ này đang bảo vệ trong loạt tranh danh hiệu được nhắc đến. Ví dụ: hiện tại Fujii Sōta đang giữ 8 danh hiệu bao gồm cả Long Vương và Danh Nhân, tuy nhiên trong loạt tranh ngôi Kỳ Thánh nơi Fujii bảo vệ danh hiệu thì sẽ được gọi là Fujii Sōta Kỳ Thánh.
  - Mặc dù vậy, báo chí và truyền thông tiếp tục sử dụng các gọi Họ tên + X quán (X là số danh hiệu kỳ thủ đang giữ bằng âm Hán - Việt, ví dụ: Fujii Sōta Tam quán) để gọi kỳ thủ có nhiều danh hiệu, điều này chịu ảnh hưởng từ thời kỳ sau năm 1997 khi Habu Yoshiharu giữ nhiều danh hiệu nhưng không phải Long Vương hay Danh Nhân trong một thời gian dài.
  - Tờ Nhật báo Yomiuri (nhà tài trợ chính của Long Vương Chiến) ưu tiên danh hiệu Long Vương hơn bất kỳ danh hiệu nào khác, kể cả Danh Nhân. Khi đưa tin về các trận tranh danh hiệu khác mà người sở hữu danh hiệu đó cũng là Long Vương, tờ báo này sẽ sử dụng cách nói "Long Vương người đang sở hữu danh hiệu X".
  - Tờ Nhật báo Mainichi (nhà tài trợ chính của Danh Nhân - Thuận Vị Chiến và Vương Tướng Chiến) khi đưa tin về kỳ thủ đang giữ danh hiệu Vương Tướng giành ngôi nhất hạng A Thuận Vị Chiến và trở thành khiêu chiến giả Danh Nhân thì sẽ gọi kỳ thủ đó là Vương Tướng, kể cả khi kỳ thủ này đang giữ danh hiệu Long Vương.[3]
- Ngoài ra có các kỳ thủ giữ các danh hiệu đặc biệt như danh hiệu Vĩnh thế và danh hiệu Danh dự.

### Danh hiệu Vĩnh thế - Danh hiệu Danh dự và các danh hiệu đặc biệt khác
Ghi chú: Những người có tên in đậm đang giữ danh hiệu Vĩnh thế/Danh dự được Liên đoàn công nhận và hiện tại được sử dụng danh hiệu này.
Những người có tên đánh dấu hoa thị (*) đã đủ điều kiện giữ danh hiệu Vĩnh thế/Danh dự được Liên đoàn công nhận và sẽ được giữ cũng như sử dụng danh hiệu này khi ngừng hoạt động chuyên nghiệp.
- Long Vương
  - Vĩnh thế Long Vương: Watanabe Akira*, Habu Yoshiharu*
- Danh Nhân
  - Vĩnh thế Danh Nhân ("X thế Danh Nhân"): Ōhashi Sōkei Đệ nhất (Nhất thế), Ōhashi Sōkō Đệ nhị (Nhị thế), Itō Sōkan Đệ nhất (Tam thế), Ōhashi Sōkei Đệ ngũ (Tứ thế), Itō Sōin Đệ nhị (Ngũ thế), Ōhashi Sōyo Đệ tam (Lục thế), Itō Sōkan Đệ tam (Thất thế), Ōhashi Sōkei Đệ cửu (Bát thế), Ōhashi Sōei Đệ lục (Cửu thế), Itō Sōkan Đệ lục (Thập thế), Itō Sōin Đệ bát (Thập nhất thế), Ono Gohei (Thập nhị thế), Sekine Kinjirō (Thập tam thế), Kimura Yoshio (Thập tứ thế), Ōyama Yasuharu (Thập ngũ thế), Nakahara Makoto (Thập lục thế), Tanigawa Kōji (Thập thất thế), Moriuchi Toshiyuki* (Thập bát thế), Habu Yoshiharu* (Thập cửu thế)
  - Danh Nhân thực lực (Danh Nhân thực lực đời thứ X)[b]: Tsukada Masao (đời thứ 2), Masuda Kōzō (đời thứ 4)
  - Danh dự Danh Nhân: Kosuge Kennosuke[c], Doi Ichitarō[d]
  - Danh Nhân Ōsaka (Danh Nhân Kansai)[e]: Kobayashi Tōhakusai, Sakata Sankichi
  - Truy tặng Danh Nhân: Itō Kanju[f], Sakata Sankichi[g]
- Duệ Vương
  - Vĩnh thế Duệ Vương: Chưa có
- Vương Vị
  - Vĩnh thế Vương Vị: Ōyama Yasuharu, Nakahara Makoto, Habu Yoshiharu*
- Vương Tọa
  - Danh dự Vương Tọa: Nakahara Makoto, Habu Yoshiharu*
- Kỳ Vương
  - Vĩnh thế Kỳ Vương: Habu Yoshiharu*, Watanabe Akira*
- Vương Tướng
  - Vĩnh thế Vương Tướng: Ōyama Yasuharu, Habu Yoshiharu*
  - Truy tặng Vương Tướng: Sakata Sankichi[h]
- Kỳ Thánh
  - Vĩnh thế Kỳ Thánh: Ōyama Yasuharu, Nakahara Makoto, Yonenaga Kunio, Habu Yoshiharu*, Satō Yasumitsu*, Fujii Sōta*
  - "Kỳ Thánh": Amano Sōho[i]
- Thập Đẳng
  - Vĩnh thế Thập Đẳng: Ōyama Yasuharu, Nakahara Makoto
  - Danh dự Thập Đẳng: Tsukada Masao[j]
  - Thập đẳng: Tokugawa Ieyasu[k][l]
- Cửu Đẳng[m]
  - Vĩnh thế Cửu Đẳng: Tsukada Masao[n],  Ōyama Yasuharu[o]
  - Danh dự Cửu đẳng[p]: Kon Yasujirō[q], Watanabe Tōichi, Katō Jirō, Takayanagi Toshio, Sase Yūji
- Khác
  - Danh dự vô địch Cúp NHK[r]: Habu Yoshiharu

## Xếp hạng các kỳ thủ
1. Long Vương hoặc Danh Nhân. Nếu Long Vương và Danh Nhân không phải cùng 1 người, người có nhiều danh hiệu khác hơn xếp trên[4]. Nếu sở hữu số danh hiệu khác bằng nhau, người có số hiệu kỳ thủ nhỏ hơn xếp trên.[4]
2. Kỳ thủ giữ danh hiệu. Người có nhiều danh hiệu hơn xếp trên[4]. Nếu có số danh hiệu bằng nhau, người giữ danh hiệu thứ tự cao hơn (xem phần Danh hiệu của kỳ thủ) xếp trên.[5]
3. Người giữ danh hiệu Vĩnh thế Danh Nhân.[6]
4. Người giữ danh hiệu Vĩnh thế.
5. Người đủ điều kiện giữ danh hiệu Vĩnh thế. Người được sở hữu danh hiệu Vĩnh thế trước thì xếp trên.[4]
6. Ngoài các trường hợp trên, người có đẳng vị cao hơn xếp trên. Nếu đẳng vị bằng nhau, người được phong đẳng vị đó trước thì xếp trên.[4]

Trong quá khứ từng có các danh xưng "Tiền Long Vương" và "Tiền Danh Nhân" (xếp hạng giữa mục 2 và mục 3 ở trên) để chỉ người giữ những danh hiệu này ở kỳ trước và mất danh hiệu ở kỳ sau. Nếu Tiền Long Vương và Tiền Danh Nhân là những người khác nhau, người mất danh hiệu sau sẽ được xếp trên. Tuy nhiên từ sau Tiền Danh Nhân Yonenaga Kunio và Tiền Long Vương Satō Yasumitsu, không còn ai sử dụng những danh xưng này và chúng trở nên hữu danh vô thực, do đó Liên đoàn đã quyết định loại bỏ những danh xưng này vào năm 2019.

### Đẳng cấp (đẳng vị) của kỳ thủ
Các kỳ thủ chuyên nghiệp được xếp từ Tứ đẳng (4-dan) tới Cửu đẳng (9-dan) và được thăng cấp theo các quy định của Liên đoàn. Chỉ cần thỏa mãn một trong các tiêu chí thì kỳ thủ sẽ được thăng đẳng. Các kỳ thủ có thành tích nổi bật hoặc có nhiều cống hiếu cũng có thể được Liên đoàn xem xét đặc cách thăng đẳng.
Tiêu chí thăng đẳng cho các kỳ thủ chuyên nghiệp như sau:
| Đẳng vị           | Điều kiện cần            | Tiêu chí thăng cấp |
| ----------------- | ------------------------ | --- |
| Tứ đẳng (4-dan)   | Đã đạt Tam đẳng (3-dan)  | - Xếp hạng nhất hoặc là người duy nhất xếp hạng nhì Giải Tam đẳng - Giành 2 điểm thăng cấp tại Giải Tam đẳng |
| Tứ đẳng (4-dan)   | Nghiệp dư                | Vượt qua Bài thi Kết nạp Kỳ thủ chuyên nghiệp |
| Ngũ đẳng (5-dan)  | Đã đạt Tứ đẳng (4-dan)   | - Thắng 100 ván chính thức - Vô địch giải đấu dành cho tất cả kỳ thủ chuyên nghiệp - Khiêu chiến danh hiệu - Thăng lên Hạng C tổ 1 Thuận Vị Chiến - Thăng tổ Long Vương Chiến 2 lần liên tiếp hoặc giành chiến thắng tổ Long Vương Chiến 3 lần |
| Lục đẳng (6-dan)  | Đã đạt Ngũ đẳng (5-dan)  | - Thắng 120 ván chính thức sau khi thăng lên Ngũ đẳng - Vô địch giải đấu dành cho tất cả kỳ thủ chuyên nghiệp sau khi thăng lên Ngũ đẳng - Khiêu chiến danh hiệu sau khi thăng lên Ngũ đẳng - Thăng tổ Long Vương Chiến 2 lần liên tiếp hoặc giành chiến thắng tổ Long Vương Chiến 3 lần sau khi thăng lên Ngũ đẳng - Thăng lên Hạng B tổ 2 Thuận Vị Chiến - Thăng lên Tổ 2 Long Vương Chiến   |
| Thất đẳng (7-dan) | Đã đạt Lục đẳng (6-dan)  | - Thắng 150 ván chính thức sau khi thăng lên Lục đẳng - Vô địch giải đấu dành cho tất cả kỳ thủ chuyên nghiệp sau khi thăng lên Lục đẳng - Giành danh hiệu - Thăng lên Hạng B tổ 1 Thuận Vị Chiến - Khiêu chiến danh hiệu Long Vương - Thăng tổ Long Vương Chiến 2 lần liên tiếp hoặc giành chiến thắng tổ Long Vương Chiến 3 lần sau khi thăng lên Lục đẳng - Thăng lên Tổ 1 Long Vương Chiến |
| Bát đẳng (8-dan)  | Đã đạt Thất đẳng (7-dan) | - Thắng 190 ván chính thức từ khi thăng lên Thất đẳng - Giành 2 kỳ danh hiệu - Thăng lên Hạng A Thuận Vị Chiến - Giành danh hiệu Long Vương |
| Cửu đẳng (9-dan)  | Đã đạt Bát đẳng (8-dan)  | - Thắng 250 ván chính thức sau khi thăng lên Bát đẳng - Giành 3 kỳ danh hiệu - Giành danh hiệu Danh Nhân - Giành danh hiệu Long Vương lần thứ 2 |

## Danh xưng của kỳ thủ
Danh xưng do người hâm mộ gọi các kỳ thủ
Sau đây là các cách gọi tên một kỳ thủ chuyên nghiệp thường dùng do người hâm mộ sử dụng:
1. Họ và tên
2. Chỉ gọi bằng họ (một số kỳ thủ chỉ gọi bằng tên)
3. Họ + Đẳng vị/Danh hiệu
4. Họ và tên + Đẳng vị/Danh hiệu
5. Họ + Tiên sinh (sensei)
6. Chỉ gọi bằng danh hiệu
7. Biệt danh

Các cách gọi 1 và 2 mang tính trung lập và mang sắc thái hơi tùy tiện, thường dùng khi xem cờ hay bàn luận xem ai sẽ thắng. Các cách gọi 3 và 4 là cách gọi lịch sự và thường được sử dụng. Cách gọi 5 cũng lịch sự nhưng không bằng cách 3 và 4, có phần cá nhân hơn và mang hàm ý đã nói chuyện trực tiếp với kỳ thủ, hoặc rất hâm mộ kỳ thủ đó, hoặc đánh giá rất cao kỳ thủ đó. Cách gọi 6 dùng để chỉ kỳ thủ đang giữ danh hiệu tại thời điểm nói. Một số kỳ thủ cũng được gọi không chính thức bằng các biệt danh do người hâm mộ đặt, tương tự như các vận động viên thể thao, đặc biệt ở trên Internet. Dù đây không phải là thuật ngữ hay danh xưng chính thức, biệt danh của các kỳ thủ đã trở thành một loại biệt ngữ của những người theo dõi giới shogi chuyên nghiệp.

## Nữ Lưu kỳ sĩ và giảng viên shogi chuyên nghiệp
Cùng với các kỳ thủ chuyên nghiệp, Nữ Lưu kỳ sĩ và các giảng viên shogi chuyên nghiệp cũng thuộc quyền quản lý của Liên đoàn Shogi Nhật Bản. Một số Nữ Lưu kỳ sĩ là thành viên của Hiệp hội Shogi chuyên nghiệp nữ Nhật Bản (LPSA), số khác lại thi đấu tự do và không tham gia một tổ chức chuyên nghiệp nào. Khác với các kỳ thủ chuyên nghiệp, các Nữ Lưu kỳ sĩ thi đấu trong hệ thống dành riêng cho các kỳ thủ là nữ giới. Họ chưa đạt Tứ đẳng chuyên nghiệp, do đó không phải là kỳ thủ chuyên nghiệp (theo nghĩa hẹp).
Tất cả các kỳ thủ chuyên nghiệp đều là thành viên của Liên đoàn, tuy nhiên các Nữ Lưu kỳ sĩ thì không. Vào ngày 12 tháng 11 năm 2020, Đại hội Lâm thời đã thông qua nghị quyết cho phép các Nữ Lưu kỳ sĩ đạt từ Tứ đẳng trở lên hoặc giành một số lượng danh hiệu nhất định được trở thành thành viên của Liên đoàn.
Các giảng viên shogi chuyên nghiệp là những người phụ trách phổ cập và hướng dẫn shogi cho những người chơi nghiệp dư, nhưng họ không phải là thành viên Liên đoàn (kỳ thủ chuyên nghiệp). Trong quá khứ, đẳng vị của các giảng viên là "Chuẩn kỳ sĩ X đẳng", hiên nay đổi thành "Chỉ đạo kỳ sĩ X đẳng".

## Con đường trở thành kỳ thủ chuyên nghiệp
Mục này giải thích các cách thức để trở thành kỳ thủ chuyên nghiệp.

### Cách thông thường
Cách thông thường để trở thành kỳ thủ chuyên nghiệp là tham gia Trường Đào tạo Kỳ thủ (新進棋士奨励会 (Tân tiến Kỳ sĩ Tưởng lệ hội) shinshin kishi shōreikai, "hội khuyến khích kỳ thủ mới"), thường gọi tắt là shōreikai. Để gia nhập Trường Đào tạo cần được một kỳ thủ chuyên nghiệp giới thiệu, và phải đạt được thành tích thi đấu nhất định ở một Hội Nghiên cứu cấp thấp hơn hoặc vượt qua bài thi vào Trường Đào tạo. Thông thường một học viên sẽ bắt đầu gia nhập Trường Đào tạo ở Lục cấp (6-kyu). Mỗi khi đạt được thành tích nhất định, học viên sẽ được thăng 1 cấp hoặc 1 đẳng. Khi học viên được thăng lên Tam đẳng (3-dan), học viên sẽ tham gia Giải Tam đẳng (三段リーグ sandan rīgu, "League Tam đẳng") được tổ chức 6 tháng 1 lần (1 kỳ). Học viên hoàn thành Giải Tam đẳng xếp hạng nhất hoặc nhì, hoặc nhận 2 điểm thăng cấp (xếp hạng 3 được nhận 1 điểm) sẽ được thăng lên Tứ đẳng và đồng thời trở thành kỳ thủ chuyên nghiệp (và được kết nạp vào Liên đoàn). Ngay cả khi chỉ mới đạt Lục cấp chuyên nghiệp, kỳ thủ đã nằm trong hàng kỳ thủ nghiệp dư hàng đầu của tỉnh, và chỉ có những nam nữ thiếu niên đạt đến trình độ như vậy mới có thể vào Trường Đào tạo và cạnh tranh nhau để trở thành kỳ thủ chuyên nghiệp. Dẫu khắc nghiệt là vậy, chỉ có khoảng 15% học viên Trường Đào tạo có thể trở thành kỳ thủ chuyên nghiệp.

### Bài thi Kết nạp Kỳ thủ chuyên nghiệp
Sau khi Segawa Shōji được phép trở thành kỳ thủ chuyên nghiệp, một con đường mới được mở ra cho các kỳ thủ nghiệp dư có thể trở thành kỳ thủ chuyên nghiệp. Vào tháng 4 năm 2014, Liên đoàn Shogi Nhật Bản chính thức áp dụng quy chế Bài thi Kết nạp Chuyên nghiệp (プロ編入試験 puro hennyū shiken), đổi tên thành Bài thi Kết nạp Kỳ thủ chuyên nghiệp (棋士編入試験 (Kỳ sĩ Biên nhập Thí nghiệm) kishi hennyū shiken) vào tháng 10 năm 2019. Theo chế độ này, các kỳ thủ nghiệp dư và Nữ Lưu kỳ sĩ có thể trở thành kỳ thủ chuyên nghiệp mà không cần thông qua Trường Đào tạo. Dưới đây là quy chế bài thi hiện tại được quy định từ ngày 5 tháng 2 năm 2021. Lệ phí dự thi là 500.000 Yên (chưa tính thuế tiêu thụ).
Điều kiện dự thi
Thí sinh phải là kỳ thủ nghiệp dư hoặc Nữ Lưu kỳ sĩ đã tham gia trong các giải đấu chính thức ở suất dành cho kỳ thủ nghiệp dư/Nữ Lưu, và thỏa mãn một trong các điều kiện sau đây. Thêm vào đó, thí sinh cũng phải được một "thành viên Liên đoàn từ Tứ đẳng trở lên" (kỳ thủ chuyên nghiệp) giới thiệu.
1. Giành chiến thắng ít nhất 10 ván chính thức và trong khoảng thời gian của 10 ván này đạt tỉ lệ thắng từ .650 trở lên[13].
2. Đạt thành tích cụ thể sau đây ở các giải đấu chính thức (quy định bổ sung vào tháng 2 năm 2021):[20]

(Xem bảng dưới đây)
| Các giải đấu chính thức đủ điều kiện xét | Các giải đấu chính thức đủ điều kiện xét | Suất tham dự                     | Suất tham dự                 | Yêu cầu để đủ điều kiện dự Bài thi lên chuyên (ước tính số ván thắng cần thiết)          | Yêu cầu để đủ điều kiện dự Bài thi lên chuyên (ước tính số ván thắng cần thiết) |
| ---------------------------------------- | ---------------------------------------- | -------------------------------- | ---------------------------- | ---------------------------------------------------------------------------------------- | --- |
| Giải danh hiệu                           | Long Vương Chiến                         | Suất dành cho kỳ thủ nghiệp dư   | Suất dành cho Nữ Lưu kỳ sĩ   | Chiến thắng tổ ở Vòng Xếp hạng (trong trường hợp Tổ 6 là thắng 6-7 ván)                  | Trong trường hợp không đạt được các điều kiện bên trái, giành ít nhất 10 ván thắng và trong thời gian đó phải đạt tỉ lệ thắng .650 trở lên (Ví dụ thành tích: 10-5, 12-6, 13-7, 15-8, 17-9, v.v.) |
| Giải danh hiệu                           | Vương Vị Chiến                           | -                                | Suất dành cho Nữ Lưu kỳ sĩ   | Vào Vòng Xác định Khiêu chiến giả (thắng 4-5 ván vòng Sơ loại)                           | Trong trường hợp không đạt được các điều kiện bên trái, giành ít nhất 10 ván thắng và trong thời gian đó phải đạt tỉ lệ thắng .650 trở lên (Ví dụ thành tích: 10-5, 12-6, 13-7, 15-8, 17-9, v.v.) |
| Giải danh hiệu                           | Vương Tọa Chiến                          | -                                | Suất dành cho Nữ Lưu kỳ sĩ   | Vào Vòng Tứ kết - Vòng Xác định Khiêu chiến giả (thắng 7-8 ván vòng sơ loại + 1 ván VCK) | Trong trường hợp không đạt được các điều kiện bên trái, giành ít nhất 10 ván thắng và trong thời gian đó phải đạt tỉ lệ thắng .650 trở lên (Ví dụ thành tích: 10-5, 12-6, 13-7, 15-8, 17-9, v.v.) |
| Giải danh hiệu                           | Kỳ Vương Chiến                           | Suất dành cho kỳ thủ nghiệp dư   | Suất dành cho Nữ Lưu kỳ sĩ   | Vào Vòng Tứ kết - Vòng Xác định Khiêu chiến giả (thắng 4-5 ván vòng sơ loại + 2 ván VCK) | Trong trường hợp không đạt được các điều kiện bên trái, giành ít nhất 10 ván thắng và trong thời gian đó phải đạt tỉ lệ thắng .650 trở lên (Ví dụ thành tích: 10-5, 12-6, 13-7, 15-8, 17-9, v.v.) |
| Giải danh hiệu                           | Duệ Vương Chiến (kỳ 3 - kỳ 5)            | (Suất dành cho kỳ thủ nghiệp dư) | (Suất dành cho Nữ Lưu kỳ sĩ) | -                                                                                        | Trong trường hợp không đạt được các điều kiện bên trái, giành ít nhất 10 ván thắng và trong thời gian đó phải đạt tỉ lệ thắng .650 trở lên (Ví dụ thành tích: 10-5, 12-6, 13-7, 15-8, 17-9, v.v.) |
| Giải danh hiệu                           | Kỳ Thánh Chiến                           | -                                | Suất dành cho Nữ Lưu kỳ sĩ   | Vào Vòng Tứ kết - Vòng Xác định Khiêu chiến giả (thắng 7 ván vòng sơ loại + 1 ván VCK)   | Trong trường hợp không đạt được các điều kiện bên trái, giành ít nhất 10 ván thắng và trong thời gian đó phải đạt tỉ lệ thắng .650 trở lên (Ví dụ thành tích: 10-5, 12-6, 13-7, 15-8, 17-9, v.v.) |
| Giải chính thức không danh hiệu          | Cúp Asahi mở rộng                        | Suất dành cho kỳ thủ nghiệp dư   | Suất dành cho Nữ Lưu kỳ sĩ   | Vào Vòng Bán kết của Vòng Chung kết (thắng 5-6 ván vòng sơ loại + 2 ván VCK)             | Trong trường hợp không đạt được các điều kiện bên trái, giành ít nhất 10 ván thắng và trong thời gian đó phải đạt tỉ lệ thắng .650 trở lên (Ví dụ thành tích: 10-5, 12-6, 13-7, 15-8, 17-9, v.v.) |
| Giải chính thức không danh hiệu          | Ngân Hà Chiến                            | Suất dành cho kỳ thủ nghiệp dư   | Suất dành cho Nữ Lưu kỳ sĩ   | Vào Vòng Bán kết của Vòng Chung kết (thắng 3 ván trở lên vòng bảng + 2 ván VCK)          | Trong trường hợp không đạt được các điều kiện bên trái, giành ít nhất 10 ván thắng và trong thời gian đó phải đạt tỉ lệ thắng .650 trở lên (Ví dụ thành tích: 10-5, 12-6, 13-7, 15-8, 17-9, v.v.) |
| Giải chính thức không danh hiệu          | Cúp NHK                                  | -                                | Suất dành cho Nữ Lưu kỳ sĩ   | Vào Vòng Bán kết của Vòng Chung kết (thắng 4 ván VCK)                                    | Trong trường hợp không đạt được các điều kiện bên trái, giành ít nhất 10 ván thắng và trong thời gian đó phải đạt tỉ lệ thắng .650 trở lên (Ví dụ thành tích: 10-5, 12-6, 13-7, 15-8, 17-9, v.v.) |
| Giải chính thức không danh hiệu          | Tân Nhân Vương Chiến                     | Suất dành cho kỳ thủ nghiệp dư   | Suất dành cho Nữ Lưu kỳ sĩ   | Vô địch (thắng 5-6 ván)                                                                  | Trong trường hợp không đạt được các điều kiện bên trái, giành ít nhất 10 ván thắng và trong thời gian đó phải đạt tỉ lệ thắng .650 trở lên (Ví dụ thành tích: 10-5, 12-6, 13-7, 15-8, 17-9, v.v.) |
| Giải chính thức không danh hiệu          | Kakogawa Thanh Lưu Chiến                 | Suất dành cho kỳ thủ nghiệp dư   | Suất dành cho Nữ Lưu kỳ sĩ   | -                                                                                        | Trong trường hợp không đạt được các điều kiện bên trái, giành ít nhất 10 ván thắng và trong thời gian đó phải đạt tỉ lệ thắng .650 trở lên (Ví dụ thành tích: 10-5, 12-6, 13-7, 15-8, 17-9, v.v.) |
| Giải chính thức không danh hiệu          | Cúp YAMADA (Giải đấu đã dừng tổ chức)    | Suất dành cho kỳ thủ nghiệp dư   | -                            | -                                                                                        | |

- Các giải đấu chính thức sau đây có suất dành cho kỳ thủ nghiệp dư:
  - Giải danh hiệu: Long Vương Chiến, Kỳ Vương Chiến, Duệ Vương Chiến[x]
  - Giải không danh hiệu: Cúp Asahi mở rộng, Ngân Hà Chiến, Tân Nhân Vương Chiến, Kakogawa Thanh Lưu Chiến
    - Cúp YAMADA Challenge được tổ chức trong vòng 4 năm 2016-19 cũng có suất cho kỳ thủ nghiệp dư.
- Các giải đấu chính thức sau đây cùng với 6 giải đấu trên có suất dành cho Nữ Lưu kỳ sĩ:
  - Vương Vị Chiến, Vương Tọa Chiến, Kỳ Thánh Chiến và Cúp NHK

Phương thức của bài thi
- Thí sinh phải nộp đơn đăng ký dự thi trong vòng 1 tháng kể từ khi đủ điều kiện dự thi[13]. Bài thi gồm có 5 ván đấu với 5 kỳ thủ chuyên nghiệp khác nhau, thí sinh cần chiến thắng 3 ván để vượt qua bài thi. Các kỳ thủ giám khảo được lựa chọn theo thứ tự số hiệu kỳ thủ giảm dần, tức là các kỳ thủ mới nhất tại thời điểm tiếp nhận đơn đăng ký dự thi. Sau 2 tháng kể từ ngày tiếp nhận đơn đăng ký dự thi, cứ mỗi 1 tháng sẽ diễn ra 1 ván đấu. Bài thi kết thúc khi thí sinh thắng 3 ván hoặc thua 3 ván, sau đó sẽ không thi đấu thêm[13].
- Nếu thí sinh giành chiến thắng 3 trong tổng số 5 ván, thí sinh vượt qua bài thi và được chính thức công nhận là kỳ thủ chuyên nghiệp (Tứ đẳng, xếp vào Free Class tại Thuận Vị chiến) vào ngày 1 tháng 4 hoặc ngày 1 tháng 10 (tùy vào ngày nào đến trước).[13]
- Thời gian cho mỗi ván đấu là 3 tiếng mỗi bên theo thể thức đồng hồ bấm giây. Trong ván 1 Tiên - Hậu sẽ được xác định bằng furigoma, trong các ván tiếp theo thí sinh sẽ thay đổi luân phiên Tiên - Hậu theo kết quả furigoma của ván 1.[13]

| Tên thí sinh (thành tích đủ điều kiện dự thi)                        | Tên thí sinh (thành tích đủ điều kiện dự thi) | Mùa giải thực hiện bài thi  | Kết quả bài thi (5 ván thắng 3) |
| -------------------------------------------------------------------- | --------------------------------------------- | --------------------------- | ------------------------------- |
| Imaizumi Kenji                                                       | 10-4                                          | 2014                        | 3-1 / Đỗ                        |
| Inaba Satoshi                                                        | 10-4                                          | (2016)                      | (Không nộp đơn đăng ký dự thi)  |
| Kaku Hakuyō                                                          | 10-4                                          | (2016)                      | (Không nộp đơn đăng ký dự thi)  |
| Orita Shōgo                                                          | 10-2                                          | 2019                        | 3-1 / Đỗ                        |
| Satomi Kana                                                          | 10-4                                          | 2022 (tháng 8-12)           | 0-3 / Trượt                     |
| Koyama Reo                                                           | 10-5                                          | 2022 (tháng 11-3)           | 3-1 / Đỗ                        |
| Nishiyama Tomoka                                                     | 13-7                                          | 2024 (tháng 9-tháng 1/2025) | 2-3 / Trượt                     |
| Trước khi đặt quy định về bài thi (lúc này bài thi là 6 ván thắng 3) |                                               |                             |                                 |
| Hanamura Motoji                                                      | -                                             | 1944                        | 4-2 / Đỗ                        |
| Segawa Shōji                                                         | 17-6                                          | 2005                        | 3-2 / Đỗ                        |

Thực trạng tổ chức bài thi
Đến nay đã có 6 người đủ điều kiện dự thi Bài thi Kết nạp Kỳ thủ chuyên nghiệp, gồm có Imaizumi Kenji, Inaba Satoshi, Kaku Hakuyō, Orita Shōgo, Satomi Kana và Koyama Reo. Koyama là người duy nhất đủ điều kiện tham gia Bài thi lên chuyên mà chưa từng qua đào tạo tại Trường Đào tạo Kỳ thủ. 5 người còn lại đều đã từng là học viên Trường Đào tạo, và 4 trong số 5 người đó (Imaizumi, Kaku, Orita và Satomi) và trường hợp ngoại lệ trước đó là Segawa đều đã từng đạt Tam đẳng.
- Thành tích tổng cộng của tất cả các thí sinh là 9 thắng 6 thua[23].
- Vào tháng 9 năm 2014, cựu Tam đẳng Trường Đào tạo là Imaizumi Kenji đạt đủ điều kiện dự thi với thành tích 10-4 (tỉ lệ thắng .714) tại Long Vương Chiến, Cúp Asahi mở rộng và Ngân Hà Chiến, trở thành người đầu tiên thực hiện Bài thi lên chuyên.[24] Imaizumi giành chiến thắng thứ 3 vào ngày 12 tháng 8, vượt qua kỳ thi với thành tích 3-1[25] và được thăng lên Tứ đẳng chuyên nghiệp vào ngày 1 tháng 4 năm 2015.
- Vào tháng 6 năm 2016, Inaba Satoshi và Kaku Hakuyō đạt đủ điều kiện dự thi nhưng không nộp đơn dự thi.
- Vào tháng 8 năm 2019, Orita Shōgo giành nhiều trận thắng ở Ngân Hà Chiến với thành tích 10-2 (tỉ lệ thắng .833) và tuyên bố sẽ nộp đơn dự thi.[26] Vào ngày 25 tháng 2 năm 2020, sau khi giành chiến thắng thứ 3, Orita đã vượt qua bài thi với thành tích 3-1.[27] Orita được thăng lên Tứ đẳng, trở thành kỳ thủ chuyên nghiệp vào ngày 1 tháng 4 cùng năm.
- Vào tháng 5 năm 2022, Nữ Lưu kỳ sĩ Satomi Kana đã giành ngôi nhất Tổ 8 tại Vòng Sơ loại Kỳ Vương Chiến kỳ 48, qua đó trở thành người phụ nữ đầu tiên bước vào Vòng Chung kết một giải đấu shogi chính thức, cũng là người phụ nữ đầu tiên đủ điều kiện dự Bài thi lên chuyên với thành tích 10-4 (tỉ lệ thắng .714). Vào ngày 24 tháng 6 năm 2022, đơn đăng ký dự thi của Satomi được chấp thuận[28]. Trong khoảng thời gian từ tháng 8 đến tháng 12 - khoảng thời gian tổ chức Bài thi, Satomi đồng thời cũng phải tham gia 5 loạt trận tranh danh hiệu Nữ Lưu, bao gồm 3 loạt trận phòng thủ danh hiệu (Nữ Lưu Vương Tọa Chiến, Nữ Lưu Vương Tướng Chiến và Thương Phu Đằng Hoa Chiến) cùng với 2 loạt trận khiêu chiến danh hiệu (Thanh Lệ Chiến và Bạch Linh Chiến). Với kết quả 0-3, Satomi trở thành người đầu tiên không vượt qua Bài thi lên chuyên.
- Vào ngày 13 tháng 9 năm 2022, Koyama Reo giành chiến thắng tại Bán kết Tổ 6 - Vòng Sơ loại Cúp Asahi mở rộng lần thứ 16, qua đó sở hữu thành tích 10-5 (tỉ lệ thắng .667) và đủ điều kiện dự thi. Trước đây Koyama đã từng dự bài thi thăng lên Tam đẳng vào năm 2016 nhưng không đỗ, như vậy Koyama trở thành người đầu tiên trong lịch sử đủ điều kiện dự Bài thi lên chuyên mà chưa từng là học viên của Trường Đào tạo. Đơn đăng ký của Koyama được chấp thuận vào ngày 28 tháng 9 và bài thi được tổ chức từ tháng 11 năm 2022 đến tháng 3 năm 2023 với 5 giám khảo giống như bài thi của Satomi ở trên[29]. Bài thi của Koyama và của Satomi được thực hiện nối tiếp nhau, như vậy đây là lần đầu tiên có nhiều hơn 1 người tham dự Bài thi lên chuyên trong cùng 1 năm[y]. Vào ngày 13 tháng 2 năm 2023, Koyama giành được chiến thắng thứ 3, qua đó vượt qua bài thi với kết quả 3-1 và được thăng lên Tứ đẳng chuyên nghiệp vào ngày 1 tháng 4 cùng năm.
- Vào ngày 4 tháng 7 năm 2024, Nishiyama Tomoka Nữ Lưu Tam quán đã giành chiến thắng vòng Sơ loại thứ nhất Cúp Asahi mở rộng lần thứ 18, qua đó với thành tích 13-7 (tỉ lệ thắng .650) đủ điều kiện dự thi. Cô là kỳ thủ nữ và là Nữ Lưu kỳ sĩ thứ hai đủ điều kiện thực hiện bài thi trong vòng 2 năm trở lại đây, sau Fukuma Kana (tại thời điểm dự thi mang họ Satomi). Như thông tin bên dưới, vào năm 2023 Nishiyama đã suýt đủ điều kiện dự thi, chỉ cần 1 ván thắng nữa thì cô lại phải nhận 3 ván thua liên tiếp và không đủ điều kiện dự thi. Tuy nhiên từ tháng 1 năm 2024, Nishiyama đã giành được thành tích ấn tượng 5 thắng - 1 thua ở các trận đấu chính thức và giành quyền tham dự bài thi này. Vào ngày 25 tháng 7, Liên đoàn đã chấp nhận đơn dự thi của Nishiyama, và 5 ván đấu sẽ được tổ chức từ tháng 9/2024 đến tháng 1/2025. Mỗi tháng sẽ tổ chức 1 ván đấu, cho đến khi cô đạt 3 ván thắng hoặc 3 ván thua. Trong cùng giai đoạn với bài thi lên chuyên, Nishiyama sẽ phải phòng thủ danh hiệu ở các loạt tranh ngôi Bạch Linh Chiến kỳ 4 và Nữ Lưu Vương Tướng Chiến kỳ 46, cũng như khiêu chiến danh hiệu tại loạt Nữ Lưu Vương Tọa Chiến kỳ 14.
- Một số trường hợp đạt gần đủ điều kiện
  - Vào tháng 7 năm 2020, Nishiyama Tomoka (hiện nay là Nữ Lưu Tam quán) giành chiến thắng ở Bán kết Vòng Sơ loại thứ nhất Kỳ Thánh Chiến kỳ 92, qua đó sở hữu thành tích 10-5 (tỉ lệ thắng .667) và đủ điều kiện dự thi, tuy nhiên Nishiyama không được phép dự thi do tại thời điểm đó đang tham gia giải đấu với tư cách là học viên Trường Đào tạo (Tam đẳng) chứ không phải là Nữ Lưu kỳ sĩ. Sau này Nishiyama trở thành người phụ nữ đầu tiên bước vào Vòng Sơ loại thứ hai, và mặc dù cô đã lọt vào trận Chung kết của giai đoạn này, ở đây cô đã bị đánh bại và trở thành người phụ nữ đầu tiên thất bại lọt vào Vòng Chung kết một giải đấu chính thức.
  - Vào tháng 9 năm 2022, kỳ thủ nghiệp dư Hayasaki Masakazu giành chiến thắng tại Vòng 2 Vòng Sơ loại thứ Nhất Cúp Asahi mở rộng lần thứ 16, qua đó nâng thành tích của anh lên 12 thắng 7 thua (tỉ lệ thắng .632) trong khoảng thời gian 11 năm 10 tháng và chỉ cần 1 ván thắng nữa là đủ điều kiện tham dự Bài thi, tuy nhiên anh đã để thua ở Vòng 3 diễn ra vào buổi chiều cùng ngày và bỏ lỡ cơ hội dự Bài thi lên chuyên.

Việc tham gia các giải đấu của các Nữ Lưu kỳ sĩ đã lên chuyên
Trong trường hợp một Nữ lưu Kỳ sĩ vượt qua Bài thi Kết nạp Kỳ thủ chuyên nghiệp nói trên, Liên đoàn Shogi Nhật Bản sẽ giải quyết như sau, và kỳ thủ vượt qua bài thi sẽ được phép tham gia cả các giải đấu chuyên nghiệp và các giải đấu Nữ Lưu:
| Quy định tham gia các giải đấu đối với Nữ Lưu kỳ sĩ và học viên Trường Đào tạo Kỳ thủ là nữ Quy định sau đây được thông qua và áp dụng khi một Nữ Lưu kỳ sĩ vượt qua Bài thi Kết nạp Kỳ thủ chuyên nghiệp hoặc khi một học viên Trường Đào tạo Kỳ thủ là nữ đủ điều kiện được thăng lên Tứ đẳng. 1. Trường hợp một Nữ Lưu kỳ sĩ vượt qua Bài thi Kết nạp Kỳ thủ chuyên nghiệp, kỳ thủ đó sẽ được phép tham gia ở cả hai loại giải đấu: giải đấu Nữ Lưu và giải đấu chuyên nghiệp chính thức. 2. Trường hợp một học viên Trường Đào tạo Kỳ thủ là nữ được thăng lên Tứ đẳng, học viên đó được phép nộp đơn đăng ký trở thành Nữ Lưu kỳ sĩ. Tuy nhiên thời hạn nộp đơn là trong vòng 2 tuần kể từ ngày thăng đẳng. |

### Khác
Ngoài ra có các chế độ khác để có thể được trực tiếp thăng lên đẳng vị cao trong Trường Đào tạo, dù không phải là trực tiếp trở thành kỳ thủ chuyên nghiệp.
- Bài thi thăng lên Tam đẳng
- Hệ thống bài thi Sơ đẳng

## Giải nghệ
Kỳ thủ chuyên nghiệp có quyền giải nghệ hoặc rút lui khỏi Liên đoàn Shogi Nhật Bản theo nguyện vọng cá nhân, tuy nhiên nếu chỉ giải nghệ mà không rút lui khỏi Liên đoàn, kỳ thủ đó vẫn là thành viên Liên đoàn, và họ chỉ khác với các kỳ thủ đang hoạt động ở chỗ họ không được quyền tham gia các giải đấu nữa (họ được gọi là "kỳ thủ đã giải nghệ"). Từ khi thiết lập hệ thống số hiệu kỳ thủ (xem bên trên) vào ngày 1 tháng 4 năm 1977, đã có 2 trường hợp kỳ thủ chuyên nghiệp xin rút khỏi Liên đoàn, gồm có Nagasaku Yoshinari (rút lui năm 1988, lúc đó 32 tuổi) và Hashimoto Takanori (rút lui năm 2022, lúc đó 39 tuổi).
Ngoài việc kỳ thủ giải nghệ theo nguyện vọng, có các quy định bắt buộc kỳ thủ giải nghệ như sau:
1. Trường hợp kỳ thủ bị xếp vào Free Class
a) Kỳ thủ bị xếp vào Free Class (tức là bị giáng hạng từ Hạng C tổ 2 hoặc được xếp vào Free Class do lên chuyên bằng cách vượt qua Bài thi lên chuyên) sẽ bị bắt buộc phải giải nghệ nếu thỏa mãn một trong hai tiêu chí sau đây:
- Trong vòng 10 năm kể từ khi bị xếp vào Free Class hoặc sau khi đủ 60 tuổi mà kỳ thủ không thể lên Hạng C tổ 2 Thuận Vị Chiến;
- Kỳ thủ bị giáng hạng từ Hạng C tổ 2 sau khi đã đủ 60 tuổi.

b) Tuy nhiên, nếu kỳ thủ đạt được thành tích cụ thể trong bảng dưới đây ở các giải đấu ngoài Thuận Vị Chiến, kỳ thủ có thể tiếp tục thi đấu nhưng chỉ ở giải đấu đó (sửa đổi, bổ sung ngày 9 tháng 7 năm 2010):
| Giải đấu             | Giải đấu                                        | Điều kiện được tham gia kỳ tiếp theo                                           |
| -------------------- | ----------------------------------------------- | ------------------------------------------------------------------------------ |
| Giải danh hiệu       | Long Vương Chiến                                | Trụ lại Tổ 4 hoặc cao hơn (Trụ lại Tổ 5 vẫn có thể thi đấu tiếp 2 năm nữa[z]） |
| Giải danh hiệu       | Vương Tọa Chiến, Kỳ Vương Chiến, Kỳ Thánh Chiến | Vào Bán kết của Vòng Chung kết trở lên                                         |
| Giải danh hiệu       | Vương Vị Chiến Vương Tướng Chiến                | Trụ lại Vòng Xác định Khiêu chiến giả (nằm trong top 4)                        |
| Giải không danh hiệu | Cúp Asahi mở rộng, Cúp NHK                      | Vào Bán kết của Vòng Chung kết trở lên                                         |
| Giải không danh hiệu | Ngân Hà Chiến                                   | Á quân trở lên                                                                 |
Fujikura Yūki là người đầu tiên tiếp tục được thi đấu theo quy định này khi thành công trụ lại Tổ 5 Long Vương Chiến kỳ 33 (2019). Cùng năm, Kiriyama Kiyozumi cũng được tiếp tục thi đấu tại Long Vương Chiến với cùng tiêu chí như Fujikura.
Fujikura và Kiriyama thành công trụ lại và thi đấu tiếp ở Tổ 5 Long Vương Chiến 2 kỳ liên tiếp, tuy nhiên không thể thăng lên Tổ 4 và đã giải nghệ.
2. Trường hợp kỳ thủ tuyên bố xuống Free Class
Kỳ thủ tự tuyên bố xuống Free Class sẽ buộc phải giải nghệ sau khoảng thời gian tối thiểu kỳ thủ có thể ở lại trong hệ thống (khoảng thời gian tối thiểu để kỳ thủ này bị giáng khỏi Hạng C tổ 2 nếu kỳ thủ liên tiếp bị giáng hạng/nhận điểm giáng hạng) cộng thêm 15 năm, hoặc vào mùa giải mà kỳ thủ này đủ 65 tuổi. Lưu ý rằng quy định cho phép tiếp tục thi đấu ở trên không áp dụng với kỳ thủ tuyên bố xuống Free Class.

### Ngày giải nghệ
Ngày giải nghệ là ngày thi đấu ván cuối cùng trong mùa giải kỳ thủ quyết định giải nghệ/theo lịch trình phải giải nghệ, hoặc là ngày phát sóng ván đấu đó nếu là ván đấu được phát sóng trên truyền hình (sửa đổi, bổ sung ngày 24 tháng 2 năm 2010).

## Các kỳ thủ hàng đầu trong lịch sử shogi

### Các kỳ thủ có kinh nghiệm sở hữu danh hiệu
Có thể tham khảo thêm các trang sau đây:
- Kỷ lục giành danh hiệu - Xếp hạng các kỳ thủ đã xuất hiện ở một trận tranh danh hiệu theo số lần giành danh hiệu và số lần xuất hiện ở một trận tranh danh hiệu.
- Danh sách người giữ danh hiệu - Danh sách tất cả những người giữ danh hiệu trong năm theo thứ tự thời gian.
- Danh sách kết quả các trận tranh danh hiệu - Như trên, bổ sung thêm tỉ số và tên người thất bại trong trận tranh danh hiệu.

### Các kỳ thủ mạnh nhất lịch sử
- Ōhashi Sōkei Đệ nhất (1555-1634)

Phục vụ dưới trướng Tướng quân Tokugawa Ieyasu. Ông xưng là Tướng kỳ sở (将棋所 shōgidokoro) và được xem là Danh Nhân đầu tiên trong lịch sử. Ông là tổ của gia tộc Ōhashi - dòng chính của 3 gia tộc iemoto của bộ môn shogi (2 gia tộc còn lại là Chi Ōhashi và Itō). Ông sống ở thời Chiến quốc và đầu thời Edo.
- Itō Sōgan Đệ tam (1706-1761)

Thất thế Danh Nhân, được mệnh danh là "Quỷ Sōgan". Ông cũng được biết đến từ các tác phẩm cờ chiếu hết, và đã dâng tác phẩm của ông "Tướng kỳ vô song" cho gia tộc Tướng quân.
- Ōhashi Sōei Đệ lục (1756-1809)

Cửu thế Danh Nhân, được mệnh danh là "Quỷ". Người ta nói rằng "Trước Sōei chưa từng có Sōei, sau Sōei cũng sẽ không bao giờ có Sōei". Với phong cách chơi cờ rất khó đánh bại, ông được mệnh danh là "Ông tổ của Shogi hiện đại". Ông hoạt động vào cuối thời Edo.
- Amano Sōho (1816-1859)

Mặc dù ông không phải là thành viên của 3 gia đình iemoto và cũng không được tấn phong Danh Nhân, ông được tôn vinh bởi kỳ lực phu thường của mình và được mệnh danh là "Kỳ Thánh". Ông hoạt động vào thời kỳ Mạc mạt.
- Sakata Sankichi (1870-1946)

Kỳ thủ chuyên nghiệp hoạt động từ cuối thời Minh Trị đến đầu thời Chiêu Hòa. Ông được truy tặng danh hiệu Danh Nhân và Vương Tướng. Cuộc đời ông đã được chuyển thể thành một số bộ phim điện ảnh.
- Sekine Kinjirō (1868-1946)

Thập tam thế Danh Nhân. Ông hoạt động từ cuối thời Minh Trị đến đầu thời Chiêu Hòa và là kỳ phùng địch thủ của Sakata Sankichi. Ông thiết lập hệ thống Danh Nhân thực lực và bản thân ông thoái vị Danh Nhân.
- Kimura Yoshio (1905-1986)

Danh Nhân thực lực đời thứ nhất (tổng cộng 8 kỳ giành danh hiệu Danh Nhân). Ông là Thập tứ thế Danh Nhân. Ông được mệnh danh là "Tướng quân Bách thắng". Ông hoạt động trong khoảng trước và sau Thế chiến 2.
- Masuda Kōzō (1918-1991)

Người đầu tiên độc chiếm Tam quán. Ông giành tổng cộng 7 kỳ danh hiệu (trong đó có 2 kỳ Danh Nhân). Ông sáng tạo ra các chiến pháp khai cuộc gọi là "Tân thủ nhất sinh".
- Ōyama Yasuharu (1923-1992)

Ông đoạt Tam quán từ Masuda và là người tiếp theo độc chiếm Tam quán, sau đó là Tứ quán và Ngũ quán. Ông giành tổng cộng 80 kỳ danh hiệu (trong đó có 18 kỳ Danh Nhân). Ông là Thập ngũ thế Danh Nhân, hoạt động trong thời gian dài vào thời kỳ Chiêu Hòa và thiết lập nên Thời đại Ōyama. Ông giành chiến thắng tổng cộng 1.433 ván đấu (thứ 2 lịch sử). Ông là kỳ thủ lớn tuổi nhất giành 19 kỳ danh hiệu liên tiếp và 50 lần liên tiếp tham gia trận tranh danh hiệu (66 tuổi) cũng như trụ lại Hạng A Thuận Vị Chiến (69 tuổi).
- Katō Hifumi (1940-)

Ông giành tổng cộng 8 kỳ danh hiệu (trong đó có 1 kỳ Danh Nhân), trở thành kỳ thủ trẻ nhất lên chuyên vào năm 14 tuổi, kỳ thủ trẻ nhất thăng lên hạng A vào năm 18 tuổi và kỳ thủ trẻ nhất khiêu chiến danh hiệu Danh Nhân vào năm 20 tuổi. Ông giành được 149 ván thắng ở Hạng A Thuận Vị Chiến (nhiều nhất lịch sử), trụ lại Hạng A khi ông 62 tuổi (lớn tuổi thứ 2 trong lịch sử), cũng như trở thành kỳ thủ đầu tiên đạt 1.000 ván thua, kỳ thủ đầu tiên hoạt động chuyên nghiệp trong vòng 60 năm liên tiếp, và đã thi đấu 2505 ván đấu trong sự nghiệp (nhiều nhất lịch sử). Được mệnh danh là "Thiên tài từ thời Thần Vũ".
- Yonenaga Kunio (1943-2012)

Ông đã giành được Tứ quán và giành tổng cộng 19 kỳ danh hiệu (trong đó có 1 kỳ Danh Nhân). Ông là Vĩnh thế Kỳ Thánh. Khi ông 49 tuổi, ông trở thành kỳ thủ lớn tuổi nhất trong lịch sử giành danh hiệu Danh Nhân (Danh Nhân 50 tuổi). Ông đã đối đầu với Nakahara Makoto trong 187 ván đấu, thiết lập kỷ lục số trận đối đầu cao nhất trong lịch sử. Thời kỳ này cũng được gọi là Thời đại Nakahara - Yonenaga. Phong cách tàn cuộc bền bỉ của ông mệnh danh là "Phong cách Đầm lầy".
- Nakahara Makoto (1947-)

Ông đã giành được Ngũ quán (và đã khiêu chiến danh hiệu Kỳ Vương của Katō Hifumi để độc chiếm Lục quán nhưng đã bị ngăn chặn). Ông giành tổng cộng 64 kỳ danh hiệu (trong đó có 15 kỳ Danh Nhân) và là Thập lục thế Danh Nhân. Ông hoạt động từ cuối thời Chiêu Hòa đến đầu thời Bình Thành và lần lượt giành các danh hiệu từ tay Ōyama. Vào mùa giải 1967, ông giành được tỉ lệ thắng kỷ lục 0.855 (cao nhất lịch sử). Phong cách thi đấu của ông được mệnh danh là "Phong cách Tự nhiên".
- Tanigawa Kōji (1962-)

Ông đã giành được Tứ quán, giành tổng cộng 27 kỳ danh hiệu (trong đó có 5 kỳ Danh Nhân), và là Thập thất thế Danh Nhân. Vào năm ông 21 tuổi, ông trở thành kỳ thủ trẻ tuổi nhất giành danh hiệu Danh Nhân. Phong cách tấn công tốc độ của ông ở tàn cuộc được mệnh danh là "Cờ tàn tốc độ ánh sáng".
- Habu Yoshiharu (1970-)

Ông là kỳ thủ đầu tiên độc chiếm Thất quán cũng như là kỳ thủ đầu tiên giữ danh hiệu Vĩnh thế Cúp NHK. Ông đã giành tổng cộng 99 kỳ danh hiệu (trong đó có 9 kỳ Danh Nhân), đủ điều kiện giữ danh hiệu Thập cửu thế Danh Nhân cũng như 6 danh hiệu Vĩnh thế còn lại (trừ Vĩnh thế Duệ Vương) và giữ danh hiệu lớn trong vòng 27 năm liên tiếp (dài nhất lịch sử). Ông cũng đã giành danh hiệu Vương Tọa liên tiếp 19 kỳ (tổng cộng 24 kỳ), và giành chức vô địch Cúp NHK 4 lần liên tiếp (tổng cộng 11 lần). Ông cũng là kỳ thủ đầu tiên trong lịch sử giành được 1.500 ván thắng (vẫn đang cập nhật tiếp). Ông là nhân vật dẫn đầu "Thời đại Habu" hoạt động trong thời kỳ Bình Thành.
- Satō Yasumitsu (1969-)

Ông đã giành tổng cộng 13 kỳ danh hiệu (trong đó có 2 kỳ Danh Nhân). Ông đủ điều kiện giữ danh hiệu Vĩnh thế Kỳ Thánh. Người ta nói rằng ông có thể "đọc được 100 triệu lẻ 3 nước đi trong vòng 1 giây".
- Moriuchi Toshiyuki (1970-)

Ông đã giành tổng cộng 12 kỳ danh hiệu (trong đó có 8 kỳ Danh Nhân), và đủ điều kiện giữ danh hiệu Thập bát thế Danh Nhân. Ông là kỳ phùng địch thủ của Habu tại Danh Nhân Chiến. Phong cách chơi chắc chắn của ông được mệnh danh là "Thiết bản lưu".
- Watanabe Akira (1984-)

Anh đã giành tổng cộng 31 kỳ danh hiệu (trong đó có 3 kỳ Danh Nhân), và đủ điều kiện giữ các danh hiệu Vĩnh thế Long Vương và Vĩnh thế Kỳ Vương. Từ khi 20 tuổi, anh đã giữ danh hiệu Long Vương 9 kỳ liên tiếp.
- Toyoshima Masayuki (1990-)

Anh là người thứ 9 trong lịch sử giành được Tam quán, và là người thứ 4 trong lịch sử cùng lúc giữ Long Vương - Danh Nhân. Anh là kỳ thủ toàn diện, được mệnh danh là "không có điểm yếu ở cả khai, trung và tàn cuộc".
- Fujii Sōta (2002-）

Anh trở thành kỳ thủ trẻ tuổi nhất thăng lên Tứ đẳng và lên chuyên (14 tuổi 2 tháng) và bắt đầu sự nghiệp bằng chuỗi bất bại, lập kỷ lục chuỗi 29 ván thắng liên tiếp (nhiều nhất lịch sử), giành chức vô địch giải đấu dành cho tất cả kỳ thủ chuyên nghiệp và cả danh hiệu, cũng như thăng lên Cửu đẳng khi còn ở tuổi vị thành niên, là người thứ 4 trong lịch sử giành Ngũ quán, người thứ 5 trong lịch sử cùng lúc giữ Long Vương - Danh Nhân, người thứ 2 trong lịch sử giành Thất quán, người đầu tiên trong lịch sử độc chiếm Bát quán và phá nhiều kỷ lục kỳ thủ trẻ tuổi nhất khác.

### Các kỳ thủ nghiệp dư nổi bật
- Higaki Koreyasu (?-?)

Được xem là người sáng tạo ra thành Gangi. Nổi tiếng với "Ván đấu thổ huyết Koreyasu" đối đầu với Itō Sōgan Đệ nhất.
- Koike Jūmei (1947-1992)

Là Danh Nhân nghiệp dư tại Danh Nhân Chiến nghiệp dư toàn Nhật Bản lần thứ 34-35. Ông cũng giành chức vô địch Giải Vô địch thực lực nghiệp dư Nhật Bản Yomiuri. Được mệnh danh là "Sát thủ Shinjuku" hay "Kẻ hạ bệ kỳ thủ chuyên nghiệp".

### Kỳ thủ học trung học
Tính đến năm 2023, có 5 kỳ thủ sau đây lên chuyên (thăng lên Tứ đẳng) tại thời điểm đang hòa học sinh Trung học。
1. Fujii Sōta (lên chuyên năm 2016 - 14 tuổi 2 tháng, kỳ thủ chuyên nghiệp đầu tiên sinh vào thế kỷ 21, hiện đang tại vị Danh Nhân)
2. Katō Hifumi (lên chuyên năm 1954 - 14 tuổi 7 tháng)
3. Tanigawa Kōji (lên chuyên năm 1976 - 14 tuổi 8 tháng)
4. Habu Yoshiharu (lên chuyên năm 1985 - 15 tuổi 2 tháng)
5. Watanabe Akira (lên chuyên năm 2000 - 15 tuổi 11 tháng)

Trong số các kỳ thủ nói trên, Tanigawa và Fujii là hai kỳ thủ lên chuyên vào năm lớp 8 (Katō lên chuyên vào năm lớp 9 vì sinh sớm). Fujii lập kỷ lục chuỗi 29 ván thắng khi vẫn đang là học sinh trung học. Cũng trong thời gian này Fujii được thăng Lục đẳng và giành chức vô địch giải đấu dành cho tất cả kỳ thủ chuyên nghiệp. Tất cả 5 kỳ thủ nói trên đều đã từng giành danh hiệu Danh Nhân và các danh hiệu khác, với Fujii là kỳ thủ trẻ tuổi nhất giành danh hiệu Danh Nhân (20 tuổi 10 tháng) cũng như kỳ thủ trẻ tuổi nhất giành danh hiệu (17 tuổi 11 tháng).
Sau đây là danh sách các kỳ thủ thăng lên Tứ đẳng năm 16 tuổi sau các kỳ thủ nói trên. Dữ liệu cho thấy các kỳ thủ lên chuyên sớm thường là các kỳ thủ xuất sắc.
1. Sasaki Yūki (lên chuyên năm 16 tuổi 1 tháng) (hiện đang thi đấu ở Hạng A Thuận Vị Chiến)
2. Tsukada Yasuaki (lên chuyên năm 16 tuổi 3 tháng) (từng thi đấu ở Hạng A, từng giành danh hiệu Vương Tọa)
3. Abe Kōru (lên chuyên năm 16 tuổi 5 tháng)
4. Moriuchi Toshiyuki (lên chuyên năm 16 tuổi 7 tháng) (đủ điều kiện giữ danh hiệu Thập bát thế Danh Nhân)
5. Yashiki Nobuyuki (lên chuyên năm 16 tuổi 8 tháng) (giữ kỷ lục kỳ thủ trẻ nhất giành danh hiệu đến khi Fujii phá kỷ lục, từng thi đấu ở Hạng A, từng giành danh hiệu Kỳ Thánh)
6. Ōyama Yasuhiro (lên chuyên năm 16 tuổi 9 tháng) (Thập ngũ thế Danh Nhân)
7. Masuda Yasuhiro (lên chuyên năm 16 tuổi 10 tháng) (hiện đang thi đấu ở Hạng B tổ 1)
8. Toyoshima Masayuki (lên chuyên năm 16 tuổi 11 tháng) (từng giữ Long Vương - Danh Nhân, kỳ thủ đầu tiên sinh vào niên hiệu Bình Thành)

## Thu nhập
Nguồn thu nhập chủ yếu của các kỳ thủ chuyên nghiệp là lương thi đấu và tiền thưởng từ các giải đấu. Các nguồn thu nhập khác chủ yếu bao gồm mở lớp học shogi (dojo), tiền bản quyền viết sách, cũng như tiền cát-xê ở các sự kiện lớn, ở các sự kiện đánh cờ hướng dẫn và sáng tác cờ chiếu hết. Vào khoảng những năm 1950, nhiều kỳ thủ như Masuda Kōzō hay Ōyama Yasuharu làm hợp đồng với các tòa soạn báo, viết các tin bài trong chuyên mục shogi của những tờ báo này. Thêm vào đó, từ khoảng năm 2020, nhiều kỳ thủ bắt đầu mở kênh YouTube và hoạt động tích cực trên nền tảng này với vai trò YouTuber.
Các kỳ thủ chuyên nghiệp không bị cấm làm nhiều công việc một lúc, do đó có nhiều kỳ thủ cũng có nguồn thư nhập từ các công việc khác ngoài thi đấu shogi. Một số ví dụ điển hình gồm có: Serizawa Hirobumi - cũng là nhân vật truyền hình ở các chương trình tạp kỹ như Eye Eye Game; Naitō Kunio - cũng là ca sỹ với nhiều ca khúc nổi tiếng như Oyuki; Kitamura Fumio - cũng là một kỳ thủ cờ vây chuyên nghiệp; Mushano Katsumi - thành lập một công ty phần mềm; Kiritani Hiroto - cũng là một nhà đầu tư nổi tiếng, và Īda Hiroyuki - cũng là giảng viên đại học. Trong số các kỳ thủ đang hoạt động tính đến tháng 9 năm 2023 còn có: Suzuki Daisuke - cũng là một tuyển thủ mạt chược chuyên nghiệp; Hoshino Yoshikata - cũng là nhân viên một công ty phần mềm; Taniai Hiroki - cũng là nhà nghiên cứu kỹ thuật thông tin; và trong số các Nữ Lưu kỳ sĩ cũng có: Inagawa Manaka - cũng là một bác sĩ, và Kagawa Manao - cũng là chủ một công ty tổ chức sự kiện.

## Chênh lệch trình độ so với kỳ thủ nghiệp dư và so với máy tính

### Chênh lệch trình độ giữa kỳ thủ chuyên nghiệp và nghiệp dư
Theo quan điểm của Liên đoàn Shogi Nhật Bản, kỳ thủ Lục cấp - cấp thấp nhất tại tại Trường Đào tạo Kỳ thủ có trình độ tương đương với kỳ thủ nghiệp dư Tam đẳng - Tứ đẳng, mức độ có thể đại diện cho tỉnh tham gia các giải nghiệp dư toàn quốc. Ước tính này trở thành thước đo được sử dụng truyền thống để so sánh chênh lệch trình độ giữa kỳ thủ chuyên nghiệp và nghiệp dư.
Vào thời kỳ Chiêu Hòa, có một số trường hợp đặc biệt như Hanamura Motoji và Koike Jūmei được công nhận rộng rãi và thậm chí được xem xét đặc cách cho trở thành kỳ thủ chuyên nghiệp mà không thông qua Trường Đào tạo. Tuy nhiên việc một kỳ thủ chuyên nghiệp bị một kỳ thủ nghiệp dư đánh bại cũng được xem là nhục nhã. Dẫu vậy, vào thời Bình Thành, mặt bằng chung trình độ của các kỳ thủ nghiệp dư đã được nâng cao và càng ngày càng có nhiều trường hợp kỳ thủ nghiệp dư giành chiến thắng trước các kỳ thủ chuyên nghiệp tại các giải đấu chính thức, như trường hợp của Segawa Shōji - người đã tham gia nhiều giải đấu chính thức và đạt thành tích tốt, được dự Bài thi Kết nạp Kỳ thủ chuyên nghiệp, vượt qua bài thi và trở thành kỳ thủ chuyên nghiệp.

### Vấn đề kỳ thủ nghiệp dư trở thành kỳ thủ chuyên nghiệp
Vào ngày 28 tháng 2 năm 2005, Segawa Shōji - một kỳ thủ nghiệp dư mạnh đã đệ đơn lên Liên đoàn Shogi Nhật Bản yêu cầu được trở thành kỳ thủ chuyên nghiệp. Segawa từng đạt Tam đẳng ở Trường Đào tạo Kỳ thủ và buộc phải rời trường do giới hạn 26 tuổi. Sau đó ông tiếp tục tham gia các giải đấu chính thức với tư cách kỳ thủ nghiệp dư, đạt được tỉ lệ thắng hơn .700, trong đó đánh bại cả Kubo Toshiaki - lúc đó đang là kỳ thủ Hạng A Thuận Vị Chiến, ở giải đấu Ngân Hà Chiến.
Khi nhận được đơn của Segawa, các kỳ thủ chuyên nghiệp đã có sự bất đồng ý kiến. Một số người cho rằng nên cho Segawa lên chuyên vì trình độ của ông giờ đã ngang hàng với các kỳ thủ chuyên nghiệp, số khác cho rằng không nên cho Segawa lên chuyên vì ông đã thất bại ở Giải Tam đẳng. Vấn đề này thu hút sự quan tâm đặc biệt không chỉ ở giới shogi và người hâm mộ mà còn của công chúng nói chung.
Trong quá khứ đã từng có trường hợp kỳ thủ nghiệp dư lên chuyên: vào năm 1944, một shinkenshi là Hanamura Motoji đã dự bài thi lên Ngũ đẳng chuyên nghiệp và vượt qua bài thi, trở thành kỳ thủ chuyên nghiệp. Tuy nhiên Hanamura không phải là cựu học viên Trường Đào tạo, và trước đây chưa từng có tiền lệ cho phép cựu học viên Trường Đào tạo được phép lên chuyên.
Vào ngày 26 tháng 5 năm 2005, Đại hội Kỳ thủ quyết định cho phép Segawa đặc cách thực hiện bài thi lên chuyên - nếu vượt qua bài thi sẽ được trở thành kỳ thủ chuyên nghiệp xếp vào Free Class. Vào ngày 16 tháng 6, thể thức bài thi được công bố: Segawa sẽ phải đánh loạt trận 6 ván với 6 đối thủ khác nhau gồm 4 kỳ thủ chuyên nghiệp, 1 Nữ Lưu kỳ sĩ và 1 học viên Trường Đào tạo. Nếu Segawa giành chiến thắng 3 ván sẽ ngay lập tức được công nhận là Tứ đẳng chuyên nghiệp, xếp vào Free Class. Segawa giành chiến thắng ván thứ 5 vào ngày 6 tháng 11, kết thúc loạt trận với thành tích 3-2 và chính thức được phong là Tứ đẳng chuyên nghiệp. Sau đó Liên đoàn cũng đã thiết lập quy chế Bài thi Kết nạp Kỳ thủ chuyên nghiệp.
Vào ngày 8 tháng 12 năm 2014, Imaizumi Kenji với thành tích 3-1 đã trở thành người đầu tiên lên chuyên thông qua hệ thống Bài thi mới.

### Chênh lệch trình độ giữa kỳ thủ chuyên nghiệp và máy tính
Từ những năm 2000, các phần mềm shogi máy tính đã có thể thi đấu ngang ngửa các kỳ thủ chuyên nghiệp, với kỳ thủ Hashimoto Takanori thi đấu với phần mềm TACOS do Īda Hiroyuki phát triển vào năm 2005, và Watanabe Akira (đương thời là Long Vương) đấu với phần mềm Bonanza do Hoki Kunihito phát triển vào năm 2007. Ở hai trận đấu này các kỳ thủ chuyên nghiệp đều đã giành chiến thắng, nhưng các ván đấu đều rất sát sao.
Từ những năm 2010, các phần mềm shogi máy tính bắt đầu vượt qua trình độ của các kỳ thủ chuyên nghiệp, khi Nữ Lưu kỳ sĩ Shimizu Ichiyo thất bại trước phần mềm Akara 2010 (được chọn bằng biểu quyết trong số 4 phần mềm) vào năm 2010, và kỳ thủ đã giải nghệ Yonenaga Kunio Vĩnh thế Kỳ Thánh cũng đã phải chịu thất bại do một sai lầm ở trung cuộc trước phần mềm Bonkers tại giải đấu Tướng kỳ Điện Vương Chiến lần thứ nhất vào tháng 1 năm 2012. Như vậy mặc dù máy tính chưa thể đánh bại một kỳ thủ chuyên nghiệp theo nghĩa hẹp, máy tính đã giành thắng lợi trước một kỳ thủ chuyên nghiệp theo nghĩa rộng.
Vào năm 2013, giải đấu Tướng kỳ Điện Vương Chiến lần thứ 2 được tổ chức với thể thức đồng đội giữa 5 kỳ thủ chuyên nghiệp và 5 phần mềm shogi đạt thành tích tốt nhất tại Giải Vô địch Shogi máy tính Thế giới lần thứ 22. Ở ván 2, kỳ thủ Satō Shin'ichi Tứ đẳng đã phải chịu thất bại trước phần mềm ponanza - đây là lần đầu tiên một kỳ thủ chuyên nghiệp đang hoạt động chịu thất bại trước máy tính. Ở ván 5, kỳ thủ lúc đó đang thi đấu ở Hạng A Thuận Vị Chiến là Miura Hiroyuki cũng đã để thua trước phần mềm số 1 lúc đó là GPS Shogi. Chung cuộc kết quả thi đấu của các kỳ thủ chuyên nghiệp tại Tướng kỳ Điện Vương Chiến lần thứ 2 là 1 thắng, 3 thua và 1 hòa. Sau đó vào năm 2017 tại Điện Vương Chiến kỳ 2, phần mềm ponanza cũng đã đánh bại Satō Amahiko Danh Nhân (Duệ Vương). Sau kỳ này, giải đấu Điện Vương Chiến không còn được tổ chức, Duệ Vương trở thành giải đấu danh hiệu thứ 8 và năng lực của shogi máy tính đã được công nhận rộng rãi là vượt xa kỳ thủ chuyên nghiệp.